# Nafría de Ucero

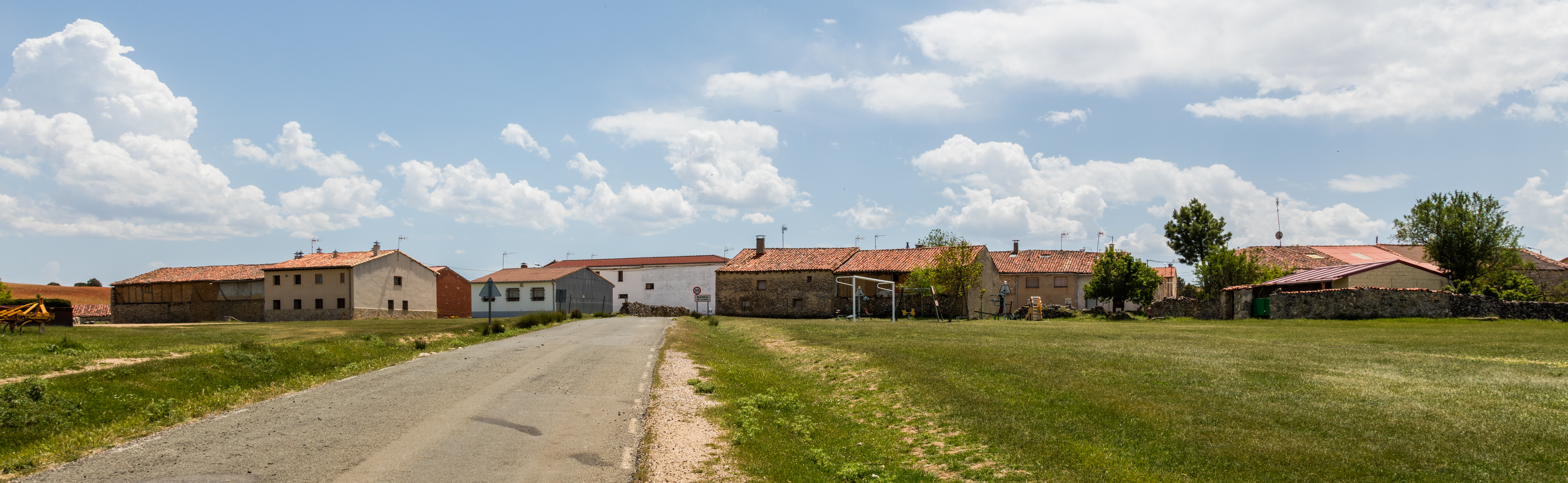
Otra vista del municipio.

Nafría de Ucero es una localidad y también un municipio de la provincia de Soria, partido judicial de Burgo de Osma, comunidad autónoma de Castilla y León, en España.

## Geografía
Parte de su término municipal está situado en el parque natural del Cañón del Río Lobos y comprende las localidades de Rejas de Ucero y Valdealbín.
Comparte el territorio conocido como  Comunidad de Herrera de Soria, Nafría de Ucero y Ucero, con una extensión superficial de 384,84 hectáreas.

### Medio ambiente
En su término e incluidos en la Red Natura 2000 los siguientes lugares:
- Lugar de Interés Comunitario conocido como Cañón del Río Lobos, ocupando 909 hectáreas, el 25 % de su término.[2]
- Zona Especial Protección de Aves conocida como Cañón del Río Lobos ocupando 10201 hectáreas, el 24% de su término.[3]

## Historia
En el censo de 1879, ordenado por el conde de Floridablanca, figuraba como lugar del Partido de Ucero en la Intendencia de Soria, con jurisdicción de abadengo y bajo la autoridad del alcalde pedáneo, nombrado por el Obispo de Osma. Contaba entonces con 178 habitantes.
A la caída del Antiguo Régimen la localidad se constituye en municipio constitucional, conocido entonces como Nafría, en la región de Castilla la Vieja que en el censo de 1842 contaba con 36 hogares y 140 vecinos.
A mediados del siglo XIX, crece el término del municipio porque incorpora a Rejas de Ucero y a Valdealbín.

## Geografía humana

### Demografía
Cuenta con una población de 36 habitantes (INE 2024).
| Gráfica de evolución demográfica de Nafría de Ucero entre 1842 y 2021 |
| |
| Población de derecho según los censos de población del INE Población de hecho según los censos de población del INEEn este censo se denominaba Nafría: 1842 Entre el censo de 1857 y el anterior, crece el término del municipio porque incorpora a 425095 (Rejas de Ucero) y 425120 (Valdealbín) |

### Población por núcleos
| Núcleos         | Habitantes (2000) | Habitantes (2010) | Habitantes (2017) |
| --------------- | ----------------- | ----------------- | ----------------- |
| Nafría de Ucero | 23                | 14                | 8                 |
| Rejas de Ucero  | 32                | 19                | 10                |
| Valdealbín      | 31                | 20                | 15                |

### Economía

#### Evolución de la deuda viva
El concepto de deuda viva contempla sólo las deudas con cajas y bancos relativas a créditos financieros, valores de renta fija y préstamos o créditos transferidos a terceros, excluyéndose, por tanto, la deuda comercial.
Entre los años 2008 a 2014 este ayuntamiento no ha tenido deuda viva.

## Monumentos y lugares de interés
- Encinar
- Fuente romana
- Casco urbano, constituido por casas de piedra, adobe y entramado de madera de enebro.